# Mariana Mantuana
Mariana Mantuana (en lengua italiana Mariana Mantovana) es una localidad y comune italiana de la provincia de Mantua, región de Lombardía, con 594 habitantes.

## Evolución demográfica
| Gráfica de evolución demográfica de Mariana Mantuana entre 1861 y 2001 |
|                                                                        |
| Fuente ISTAT - elaboración gráfica de Wikipedia                        |